# Павел (Ненадович)
Па́вел Нена́дович (серб. Павле Ненадовић; 14 января 1699, Буда — 15 августа 1768, Сремски-Карловци) — сербский православный епископ, митрополит Карловацкий (автокефальная юрисдикция на территории Габсбургской империи).

## Биография
Родился в бедной семье. Благодаря поддержке митрополита Карловацкого и Белградского Моисея Петровича смог получить хорошее образование, учился в Вене в сербской, немецкой и латинской школах. С 1721 года, работая писарем в городском магистрате Буды, хорошо изучил методы государственной политики Австрийской империи. В 1726 принял монашество и тогда же стал диаконом, а через 2 года — иеромонахом.
В 1728 рукоположён в священнический сан.
В 1742 году был номинирован на епископа Горнокарловацкого, однако императрица Мария Терезия лишь два года спустя дала на это согласие.
Принял епархию в плачевном состоянии. Уровень духовного образования был низок, а церковные парафии — бедными и плохо обеспеченными. При нём значительно оживилась деятельность школ, был создан специальный церковный фонд, из которого финансировались учителя и священники, было основано издательство. Также были обновлены монастыри Фрушкой горы. В 1740—1760-х годах при митрополите Павле (Ненадовиче), в монастыре Гргетег была возведена высокая колокольня, монастырскую церковь с 4-х сторон окружили братские корпуса. В этот период в монастыре была собрана богатая библиотека: согласно данным посещения Фрушкогорских монастырей митрополитом Павлом в 1753 году, здесь хранилось 65 книг, из них 8 — древних сербских.
Епископ Павел в 1748 был переведён митрополитом Арадским, но не смог возглавить епархию, так как в 1749 был избран церковно-народным съездом митрополитом Карловацким.
Выступал против отъезда сербов в Россию (тогда около 100 тысяч сербов создали в Южной части Российской империи новую область Новая Сербия и Славяносербия), а также против объединительного союза православных сербов.
Умер после продолжительной болезни в 1768 году.